# Сіньцзян (річка)
Сіньцзян (кит. спр. 信江, піньїнь: Xīnjiāng) — річка на півночі провінції Цзянсі, КНР.
Вона починається у повіті Юйшань префектури Шанжао і після Їнтаня впадає до Поянху, який сполучається з Янцзи. Басейн річки обмежений пасмом Хуайюй на півночі та горами Уїшань на сході та півдні.